# Spermophaga poliogenys
Spermophaga poliogenys е вид птица от семейство Estrildidae.

## Разпространение
Видът е разпространен в Демократична република Конго, Република Конго и Уганда.